# Galgberget (Gotland)

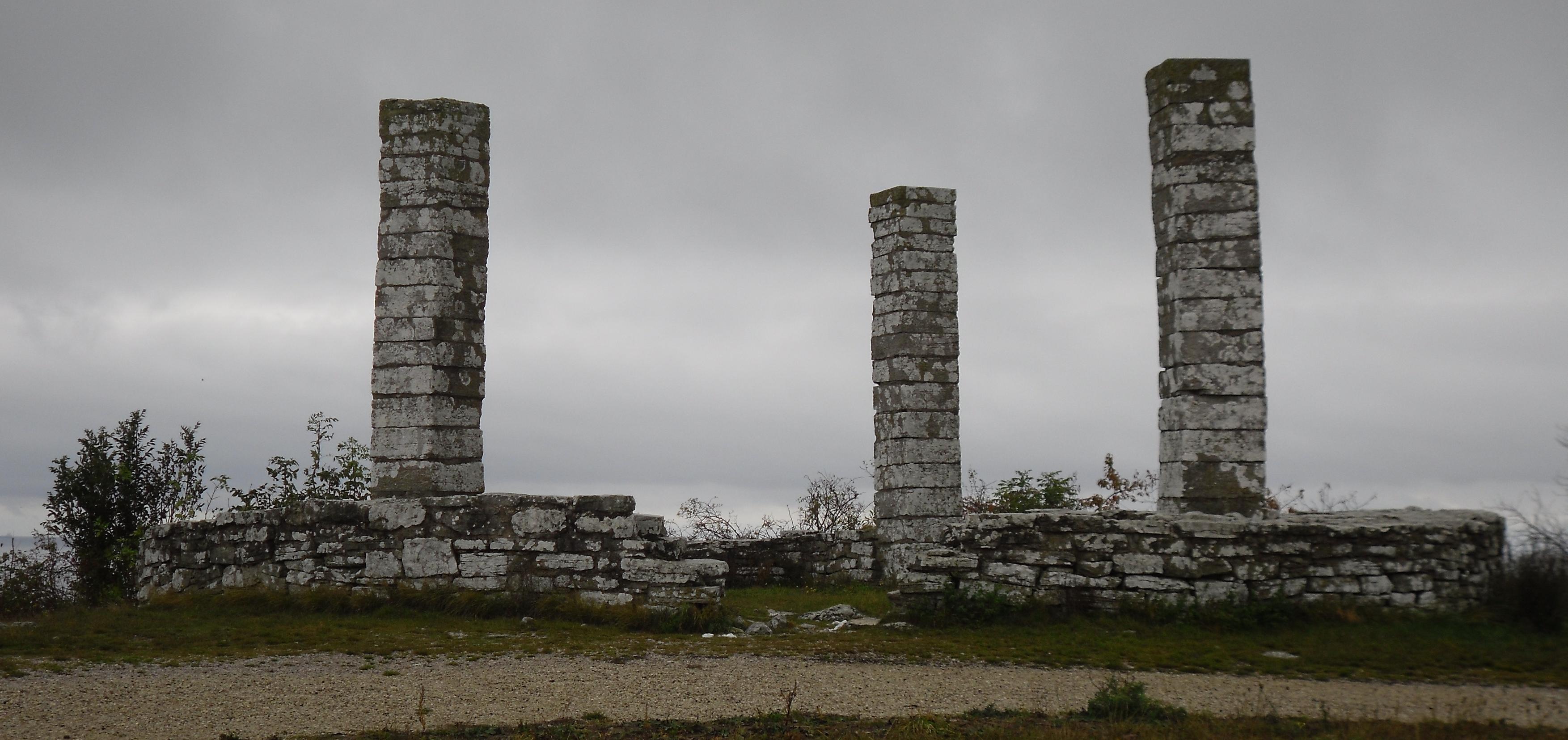
Galgen auf Galgberget

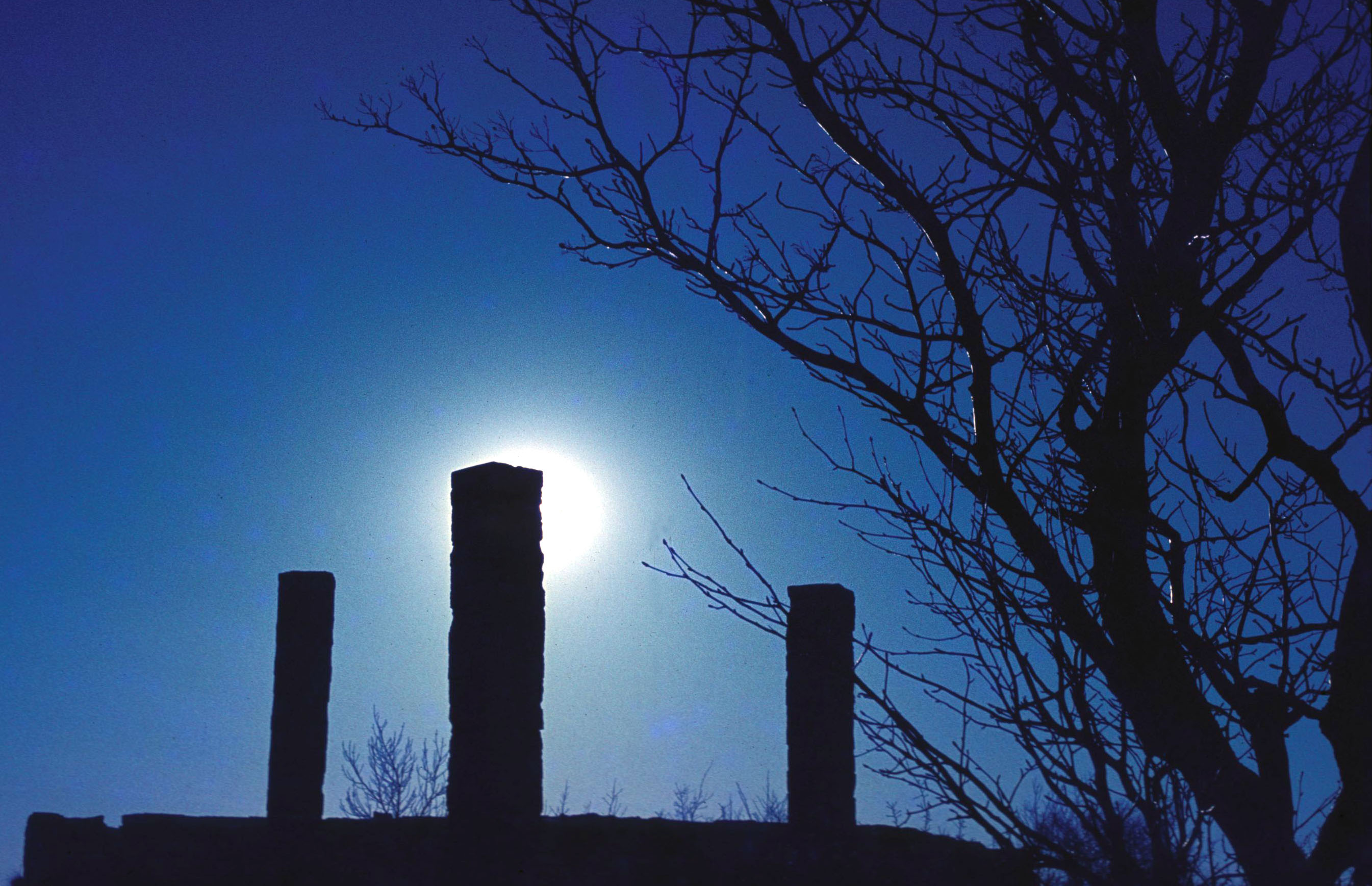
Galgen auf Galgberget, 1980

Galgberget (deutsch Galgenberg) ist ein Naturreservat direkt nördlich von Visby auf der schwedischen Insel Gotland.
Das Gebiet wird im Westen von der Steilküste, im Osten von der N149 (schwedisch länsväg 149) und im Süden von der Stadt Visby begrenzt. Im Norden liegt Norra Visby, das einen eigenen tätort bildet, im Nordwesten befindet sich auf der anderen Seite der Straße der Flughafen.

## Richtstätte
Galgberget hat seinen Namen von dem auch heute noch vorhandenen Galgen, an dem in früheren Zeiten Verbrecher hingerichtet wurden.
Der Galgen besteht aus einer niedrigen, kreisförmigen Steinmauer, von der sich drei Pfeiler aus Stein erheben.
Auf den Pfeilern ruhten Holzbalken, an denen die Hinrichtungsopfer mit Seilen und Haken erhängt wurden.
Man nimmt an, dass die Richtstätte bis 1845 in Gebrauch war.
Früher war die Sicht von Visby und vom Meer auf die Richtstätte frei und jeder konnten die Hinrichtungsopfer sehen.
Im unmittelbaren Anschluss an den Galgen haben Archäologen des Gotlands Fornsal im Juli 2008 Knochenreste von fast 30 hingerichteten Menschen gefunden.
Man nimmt an, dass alle an diesem Ort hingerichtet wurden.

## Naturschutzgebiet
Das Gebiet hat eine karge Vegetation mit nackten Kalkfelsen und Schlehenbüschen. Das Gelände ist 55,17 Hektar groß.
Es ist das einzige kommunale Naturreservat auf Gotland und ein beliebtes Naherholungsgebiet unmittelbar nördlich von Visby.
Auf dem Galgberget befindet sich auch ein Kalkofen und eine Speedwaybahn, zudem einige Wohngebäude.
Während der Medeltidsveckan (deutsch Mittelalterwochen) organisiert die lokale Society for Creative Anachronism Styringheim ein mittelalterliches Zeltlager auf dem Galgberg.